# Kerkdienst

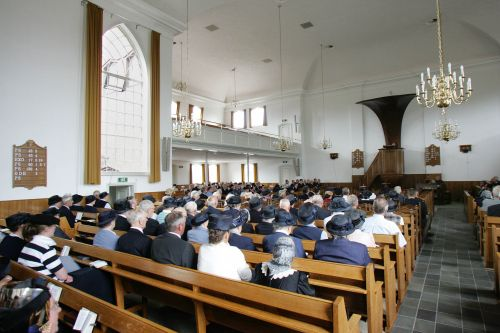
Een protestantse kerkdienst in de HHK van Doornspijk

Een kerkdienst is een religieuze bijeenkomst waar volgens protestanten het woord van God wordt verkondigd. Een kerkdienst (of: eredienst) vindt meestal plaats in een kerk. Sommige kerkdiensten worden via de radio of (gedeeltelijk) via de tv uitgezonden, bijvoorbeeld op Nederland 2 door de IKON. Zulke uitzendingen zijn bedoeld voor onder anderen zieken, ouderen en mensen die om een of andere reden niet in staat zijn hun eigen kerkdienst bij te wonen. Kerken laten doorgaans voordat een dienst begint hun klokken luiden om de mensen buiten hierop attent te maken.

## Organisatie en personen rondom een kerkdienst
Een kerkdienst wordt doorgaans op zondag georganiseerd. Per gemeente kan het aantal diensten en de tijdstippen van aanvang verschillen. Het gebruikelijkst is een ochtenddienst. In de bevindelijk gereformeerde kringen is het gebruikelijk ook een avonddienst te beleggen. In enkele (met name Zeeuwse en Rijssense) gemeenten zijn drie diensten per zondag gebruikelijk. Een kerkdienst kan tussen een uur en anderhalf uur duren.
Verschillende gemeenten bieden ook doordeweeks gelegenheid een kerkdienst te bezoeken. De invulling en liturgie is vrijwel gelijk aan de zondagse invulling van de dienst. Dergelijke diensten worden vaak belegd op dinsdag- of donderdagavonden. In enkele gemeenten is het gebruikelijk wekelijks een doordeweekse dienst te beleggen. Dit heeft bijvoorbeeld te maken met dat er te weinig predikanten zijn om op zondag in de betreffende gemeente voor te kunnen gaan. Een andere reden komt uit het verleden (begin en halverwege twintigste eeuw), toen het onder bevindelijk gereformeerden gebruikelijk was op zondag niet anders te reizen dan te voet. Onder kerkenraden werd zelfs een verbod ingesteld anders dan te voet naar de kerk te komen, om gemeenteleden niet tegen het hoofd te stoten. Omdat de afstand naar de kerk voor sommige gemeenteleden te ver was om te lopen, werd er een doordeweekse dienst belegd. Dan konden de betreffende gemeenteleden wel naar de kerk komen, want dan mocht men ook per andere modaliteit reizen. Dit gebruik leeft nog altijd voort in bijvoorbeeld de Oud Gereformeerde Gemeente in Nederland te Geldermalsen.

### Koster
Er is iemand verantwoordelijk voor het kerkgebouw. Hij of zij zorgt voor licht en verwarming en dat alle spullen klaar staan. Deze persoon wordt de koster genoemd. In sommige, vaak wat grotere gemeenten zijn er ook hulpkosters actief.

### Organist
In een kerkdienst wordt gezongen. Dit kan zonder begeleiding zijn, maar meestal is dit met begeleiding van muziek. In de traditionele protestantse kerken bestaat deze begeleiding meestal uit orgelmuziek, gespeeld door een organist. Ook andere soorten instrumenten kunnen dienstdoen als begeleiding van zang. In sommige kerken speelt er ter begeleiding naast een organist ook een pianist, soms aangevuld met koperblazers. Een enkele keer speelt er een hele band of zingt er een koor. In de traditionele protestantse kerk worden meestal psalmen en gezangen gezongen, binnen de charismatische protestantse kerken zingt men over het algemeen opwekkingsliederen, begeleid door een praiseband.

### Voorganger
De kerkdienst in een traditionele kerk wordt doorgaans geleid door een predikant of voorganger. Vanouds zijn alle ambtsdragers mannelijk, maar tegenwoordig zijn vrouwen ook tot het ambt van predikant toegelaten. In de wat strengere, meer bevindelijke kerken is hiervan geen sprake en zijn alle ambtsdragers man. In sommige gevallen wordt de kerkdienst geleid door een proponent, kandidaat, lerend ouderling of een student aan wie preekbevoegdheid is verleend. De laatsten worden nog opgeleid en staan daarmee nog niet geheel in het ambt. Daarom bedienen ze nog geen sacramenten en spreken ze geen zegen uit over de gemeente.
In traditionele kerken dragen veel predikanten een toga over hun kleding. Oorspronkelijk is de betekenis dat de drager geleerd is, maar heden ten dage maakt het duidelijk wie tijdens de kerkdienst de Bijbel uitlegt. In behoudende kerken dragen de meeste predikanten een zwart pak. Die keus maakt elke predikant voor zichzelf. Bij sommige kerken hebben de voorgang(st)ers een wit gewaad aan met verschillende kleuren sjerpen erbij, stola's genaamd. Welke kleur gedragen wordt heeft met de periode van het kerkelijk jaar te maken.

### Ambtsdragers
Een predikant is ambtsdrager. Dat betekent dat hij officieel is aangesteld voor zijn werk. Hij is niet de enige die een taak heeft binnen de kerkdienst. De diakenen halen geld op en zijn er verantwoordelijk voor dat mensen financieel worden geholpen, binnen en buiten de kerk. Ouderlingen (ook wel "oudsten" genoemd) zijn eigenlijk verantwoordelijk voor de zorg voor alle gemeenteleden. Voor die taak zijn zij door de gemeente gekozen. Dan zijn er in de kerken van hervormde oorsprong nog de kerkrentmeesters of kerkvoogden. Zij regelen de financiën rond de kerk, behalve het helpen van mensen, want dat doen de diakenen.
Binnen evangelische kerken is dit eender, alleen is er geen predikant, maar spreekt men van een voorganger. Deze ambtsdrager functioneert als zodanig tijdens de dienst, maar heeft over het algemeen geen academische opleiding in theologie gevolgd. In deze kerken zijn er geen kledingvoorschriften voor ambtsdragers.

## De indeling van een kerkdienst
Internationaal en tussen verschillende kerkverbanden is er veel variatie in de indeling van een kerkdienst. Vaste elementen zijn een groet of zegen voor en na de dienst, schriftlezing, gebed voor en na de prediking, een preek, meermalen samenzang en inzameling van gaven. Enkele malen op een jaar zijn er diensten met de bediening van de sacramenten (Heilig Avondmaal en doop).
In veel reformatorische kerken in Nederland verloopt de eredienst volgens een vast stramien. Ter illustratie de indeling van een kerkdienst zoals die in een Gereformeerde gemeente gebruikelijk is. Deze indeling is ook heel herkenbaar in andere behoudende gemeenten van andere kerkverbanden. In veel gemeenten van verwante kerkverbanden (zoals Hersteld Hervormde Kerk, Gereformeerde Gemeenten in Nederland, Oud Gereformeerde Gemeenten (in Nederland) en de behoudende Christelijke Gereformeerde Kerken en Gereformeerde Bond (PKN)) zijn de erediensten doorgaans op zeer vergelijkbare wijze ingedeeld. Binnen de Protestantse Kerk in Nederland is er meer variatie.
1. Inleidend orgelspel
2. Kerkenraad komt binnen. In sommige gemeenten wordt dit vergezeld van samenzang (de voorzang)
3. Stil gebed. De gemeente krijgt een moment van stilte om in zichzelf tot God te keren
4. Votum en groet, waarmee de dienst officieel wordt begonnen. Bij de aanvang van de dienst spreekt de voorganger als eerste het votum en de groet uit. Hiermee spreekt hij een eenvoudige geloofsbelijdenis uit en groet de gemeenteleden namens God
5. Zingen van een psalm
6. Voorlezing van de tien geboden, óf, veelal in de tweede dienst, de voorlezing van een (oecumenische) geloofsbelijdenis, vaak het Apostolicum, waarbij de gemeente bij monde van de voorlezer belijdenis doet van het algemeen en onbetwijfelbaar christelijk geloof
7. Zingen van een (bijpassend) vers, vaak uit de berijming van de tien geboden of uit bijvoorbeeld psalm 119
8. Schriftlezing. Voorlezing van een gedeelte van de Heilige Schrift
9. Voorbede en dankzegging. Bekendmaking van zorgen en noden onder gemeenteleden, waar in het gebed voorbede dan wel dankzegging voor zal worden gedaan. In sommige gemeenten is het gebruikelijk dit voor aanvang van de dienst al te doen
10. Gebed
11. Zingen van een psalm. Deze samenzang wordt gecombineerd met een collecte (de collectezang)
12. Prediking. Bediening van het Woord (preek). Het eerste gedeelte van de preek is vaak uitleg van het gelezen Schriftgedeelte
13. Tussenzang: een psalm die fungeert als "antwoord" op de preek
14. Vervolg van de preek. Het tweede gedeelte van de preek is vaak gericht op de persoonlijke toepassing van het verkondigde Woord
15. Dankgebed
16. Algemene bekendmakingen namens de kerkenraad
17. Zingen van een psalm (de slotzang)
18. Zegen, waarmee de dienst officieel beëindigd wordt
19. Uitleidend orgelspel

Niet alle kerken gebruiken dezelfde bijbelvertaling. Er zijn verschillende vertalingen van de Bijbel. De oudste is uit de 17e eeuw en heet de Statenvertaling; de nieuwste bijbelvertaling is uitgekomen in oktober 2011 en heet de Herziene Statenvertaling, de Nieuwe Bijbelvertaling wordt ook veel gebruikt.
De schriftlezing(en) is/zijn meestal het voorlezen van een kort bijbelgedeelte. De predikant legt deze passage daarna in de prediking of preek uit. De predikant of voorgang(st)er maakt hiervoor gebruik van een kansel, een preekstoel. De kansel staat hoog, omdat men ervan uitgaat dat de spreker niet namens zichzelf, maar namens God het woord doet en zodat iedere aanwezige de voorganger goed kan zien. Na de preek worden er liederen gezongen die qua inhoud meestal aansluiten bij de prediking en bij de tijd van het kerkelijk jaar.
Na het zingen volgt zoals dat heet 'de dienst der gebeden'. Tijdens een kerkdienst wordt dit meestal door de predikant gedaan. Vooraf mogen de gemeenteleden gebedsverzoeken aan hem doorgeven. De voorganger bidt voor de zieken in de gemeente, voor zaken die in het landelijke of wereldnieuws spelen en voor troost voor alle mensen die het moeilijk hebben. Er wordt ook gedankt voor het goede in dit leven.
Tijdens een kerkdienst probeert men steeds duidelijk te maken dat mensen niet alleen voor zichzelf, maar ook voor de ander moeten zorgen. Door middel van een of meer collectes, ook offerande genaamd, moeten de aanwezigen dit in de praktijk brengen. Zakjes met een stokje eraan (collectezak) gaan langs de rijen met mensen. De gevulde zakjes worden door diakenen of kerkrentmeesters opgehaald.
Aan het einde van de kerkdienst gaan de aanwezigen staan. De predikant stuurt de mensen naar huis met de opdracht om wat geleerd is in praktijk te brengen. Hij of zij heft zijn of haar armen en zegent met gespreide handen de gemeente, waardoor symbolisch de handen van God op de mensen wordt gelegd. De zegening en daarmee tevens de kerkdienst wordt afgesloten met het woord amen.